# Things That Go Pump in the Night
A Things That Go Pump in the Night az amerikai Aerosmith együttes videója, amely VHS kazettán (majd később DVD-n) jelent meg 1990-ben. A kiadványt a Geffen kiadó jelentette meg. Az anyag a Pump albumon szereplő Love in an Elevator, Janie's Got a Gun, és What It Takes című számok videóklipjeit tartalmazza. Ezenkívül az együttessel készült interjúk és a What It Takes klipjének a forgatása is felkerült a kiadványra.
A RIAA adatai alapján platinalemez minősítést szerzett.

## Számlista
1. Love in an Elevator
2. Janie's Got a Gun
3. What It Takes
4. (klipfelvétel) What It Takes (Video)

## Közreműködők
- Tom Hamilton
- Joey Kramer
- Joe Perry
- Steven Tyler
- Brad Whitford